# Nghi Thu
Nghi Thu is een xã in de thị xã Cửa Lò, in de Vietnamese provincie Nghệ An. De provincie Nghệ An ligt in de regio dat ook wel Bắc Trung Bộ wordt genoemd.